# Iulian Apostol
Iulian Cătălin Apostol (Galați, 3 dicembre 1980) è un ex calciatore rumeno, di ruolo centrocampista.

## Carriera

### Club
La sua prima partita da professionista la gioca nel 1996 in Divizia B con il Dunarea Galati, squadra dove giocherà fino al 2000 collezionando 51 presenze e 2 gol.
Nell'estate del 2000 passa al Metalul Plopeni, altra compagine di Divizia B, dove rimarrà due stagioni prima di passare, nel 2002, al Gloria Buzău.
Anche con il Gloria Buzău gioca in Divizia B ma in quell'annata le sue prestazioni non passano inosservate e al termine della stagione Apostol compie il salto di categoria firmando per l'Otelul Galati, compagine di Divizia A.
Esordisce con la squadra della sua città natale il 9 novembre 2003 contro l'Universitatea Craiova, aggiungendo poi altre 19 partite e 2 gol. La sua stagione risulta talmente positiva che si fa subito avanti il Farul Costanza che lo acquista nell'estate 2004.
Nel Farul però trova poco spazio e dopo una stagione e mezza con solo 30 presenze e nessun gol decide nel gennaio 2006 di tornare in prestito fino a fine stagione all'Otelul dove giocherà titolare.
Il ritorno a casa è positivo poiché nella stagione seguente (2006-07) è titolare nel Farul segnando ben 6 gol (di cui uno splendido in rovesciata), suo attuale record di marcature.
Nel mercato estivo poi fa noto il suo interesse per il giocatore l'Unirea Urziceni, ambiziosa piccola società che pensa in grande e che riesce a portarsi a casa Apostol.
Nell'Unirea Urziceni Apostol è titolare fisso e la prima stagione gli porta in dote un buon quinto posto e la conseguente qualificazione in Coppa UEFA. Ma il bello doveva ancora venire, infatti nella stagione seguente (Liga I 2008-2009), dopo un campionato di lotta e sudore, l'Unirea Urziceni conquista addirittura il titolo e Apostol si segnala come uno dei punti cardine della squadra, tanto che nel giugno 2006 avviene anche l'esordio in nazionale.
Nella stagione 2009-2010 è titolare fisso sia in campionato, dove gioca 19 partite (a causa di un piccolo infortunio) segnando 2 gol, sia in Champions League e poi in Europa League.

### Nazionale
Fa il suo debutto in Nazionale il 6 giugno 2009 contro la Lituania e il 13 ottobre dello stesso anno segna il suo primo gol con la maglia della nazionale rumena contro le Isole Far Oer.

## Palmarès
- Campionati rumeni: 1

Unirea Urziceni: 2009